# Gare de Berlin Alexanderplatz
Pour les articles homonymes, voir Berlin Alexanderplatz.
 (août 2009).
Si vous disposez d'ouvrages ou d'articles de référence ou si vous connaissez des sites web de qualité traitant du thème abordé ici, merci de compléter l'article en donnant les références utiles à sa vérifiabilité et en les liant à la section « Notes et références ».
La gare de Berlin Alexanderplatz [ʔalɛkˈsandɐˌplat͡s]  située dans le quartier Mitte est l'un des plus importants carrefours de Berlin, par lequel passent de nombreuses lignes de train et de S-Bahn. La gare est sur l'Alexanderplatz.

## Histoire

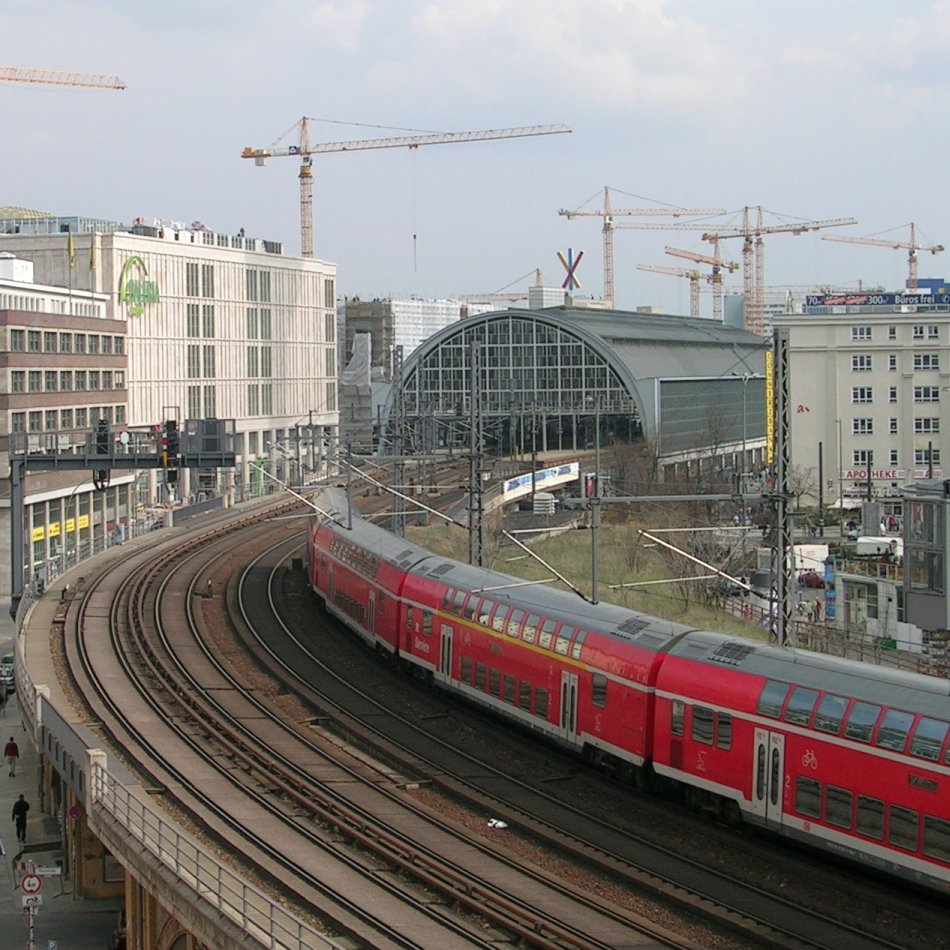
Un train à deux étages express-régional de la Deutsche Bahn entrant en gare.

La gare fut construite à partir de 1881 d'après les plans de Johann Eduard Jacobsthal lors de la construction de la Berliner Stadtbahn. Deux quais qui sont toujours là se trouvaient sous Rundbogenhalle Platz. Le 7 février 1882 la gare fut ouverte au trafic urbain et d'agglomération, le 15 mai à tous les trains. La S-bahn n'y entrait alors jamais. De 1923 à 1926 le hall fut aménagé sur ordre de la Reichsbahn d'après les plans Friedrich Hülsenkampf, pour y laisser entrer la lumière.
L'époque de la S-Bahn commença le 11 juin 1928 pour la gare Alexanderplatz. Auparavant y circulaient seulement des trains à vapeur, qui ne furent que lentement remplacés par les trains électriques. De 1929 jusqu'en 1932 on transforma la gare dans le cadre de la restauration de l'Alexanderplatz. Il était alors presque possible d'accéder directement aux trois lignes de U-Bahn, ce qui était aussi une nécessité pressante, l'accès longeait déjà depuis 1913 l'actuelle ligne 2.
Pendant la Seconde Guerre mondiale la gare subit de sérieux dommages. D'avril jusqu'au 4 novembre 1945 les S-Bahn et lignes longue distance n'y passaient plus, puis de 1945 à 1951, on la reconstruisit. Mais dès 1962 la première réorganisation eut lieu. Jusqu'en 1964 les côtés longitudinaux du hall furent recouverts par de grandes surfaces vitrées selon les plans de Hans-Joachim May et Günter Andrich. En outre la S-bahn utilisait alors le quai attenant pour trains longue distance hors trafic depuis 1942, qui avait été rehaussé de quelque 70 cm à 96 cm, ce qui rendait possible une maîtrise nettement plus flexible de la circulation. En raison de la cadence élevée jusqu'à 90 secondes pour le Stadtbahn seuls quelques trains s'arrêtaient à ce quai.
Après la réunification on planifia un réaménagement de la gare et des voies de la Stadtbahn. Les architectes Robert Paul Niess et Rebecca Chestnut proposèrent des plans selon lesquels les voies murées du temps de la RDA seraient rouvertes et des magasins et commerces y seraient installés, ce qui commença en 1995. Les quais furent rénovés jusqu'en 1996, de telle sorte que le 12 mars 1998 une gare totalement remise à neuf fut ouverte au trafic. Depuis les trains régionaux et les express s'arrêtent au deuxième quai du milieu, et les intercity et ICE traversent. Au niveau inférieur ont emménagé beaucoup de commerces comme le service clientèle de la S-Bahn et une agence de la Deutsche Bahn.